# Менталитет
Менталитет, или ментални склоп, је колоквијални термин који означава карактеристичан склоп начина мишљења, веровања и емоционалног реаговања неког појединца, колектива, народа или друштва. У психологији, овом појму делимично одговарају појмови: карактер, личност, национални карактер, моpални карактер.
Ментални склоп (лат. mentis, значи “ум”), у синтаксном смислу припада категорији израза или у енглеском језику категорији идиома (енгл. idiom значи начин изражавања, склоп, израз; израз освештан употребом, често са значењем различитим од његова граматичког или логичког значења; језичка особеност).
Значење израза ментални склоп је блиско (енгл. Frame of Mind), што дословце значи “оквир ума” (енгл. frame значи расположење, ћуд, душевно стање, нарав, склоност; енгл. mind, значи сећање, памћење; ум, памет). Frame of Mind не представља само тренутно психичко-ментално стање кратког трајања, већ је оно релативно константно и унутар система мишљења и осећања, може бити динамично и промењиво. Овај идиом је први пут забележен 1665. године а у западној култури је постао популаран 70-их година XX века, у периоду тражења израза за многа новооткривена и алтерована стања свести.
Слично томе, израз ментални склоп, има апстрактно значење и дефинише психолошко-умно-логичко стање или форму која је у основи нечијег система размишљања, осећања, реаговања на подражаје и доношења суда. Не означава само психичко стање, већ и мисаони ток и став, тј. начин на који неко мисли и понаша се у датом тренутку или током дужег периода.
Свака особа, има различите представе реалности. Те представе схвата на одређен начин и приписује им одређена значења, значај и важност. У зависности од параметара који учествују у емотивном или когнитивном процесу обликовања менталног склопа, особа осећа, мисли, реагује и доноси закључке на себи својствен, специфичан начин.
Ментални склоп подразумева специфично дефинисана осећања, расположења, обликовање ставова, погледа и понашања, и може бити трајан или промењив.
Попут психолошког израза Референтни оквир који означава унутрашњу мапу стварности (појам су увели Шиф и сарадници) и „даје особи један општи сет перцепција, концепција, осећања и акција, који се користи да би се структурално и динамски дефинисало њено Ја, други људи, и свет”, и ментални склоп то чини али су у његов састав, поред психичких, укључени и елементи етике, морала и механизми логике.
Референтни оквир се формира у детињству, под утицајем родитељских инструкција и чини да се стварности у складу са његовом структуром приписује одређено значење и важност (конструисана стварност), док је Ментални склоп, секундарна структура, настала у зрелом добу, као комбинација рационалних и психичких механизама, надограђених на првобитне структуре из периода одрастања.
Референтни оквир је активни унутрашњи психички механизам који усклађује интеракцију особе и њене околине, док је ментални склоп оформљена структура или поглед на стварност којом се процењује објективна стварност и пореди са субјективном стварношћу. Ментални склоп учествује у усклађивању субјективне и објективне реалности, као свесни део, као наша ментална репрезентација света.
За разлику од референтног оквира, ментални склоп није тако ригидна психичка структура и подложан је промени, колико су промени подложни и перцепција, емотивни и умни процеси.